# Lötrohrprobe
Die Lötrohrprobe (oder auch Lötrohrprobierkunde genannt) ist ein klassisches, qualitatives Verfahren der analytischen Chemie, das vor allem in der Mineralogie und Metallurgie verwendet wurde, um Metalle und deren Verbindungen oder auch Schwefel zu identifizieren. Die Methode war früher weit verbreitet, bevor moderne instrumentelle Analysemethoden wie Spektroskopie oder Röntgenfluoreszenzanalyse ihren Platz einnahmen. Heute wird sie vorwiegend als Vorprobe bei der qualitativen anorganischen Analyse angewandt.

## Durchführung
Bei der Lötrohrprobe wird ein zu analysierendes Material in eine Vertiefung in Holzkohle in einer Flamme durch die Flammengase (Kohlenstoff, Kohlendioxid, Wasserstoff, Methan und weitere) in einem Lötrohr (einem schrägen Glasröhrchen das den Luftstrom der Blasebalg- oder Bunsenbrennerflamme konzentriert) reduzierend oder oxidierend erhitzt, meist zusammen mit Flussmitteln wie Borax, Soda (Natriumcarbonat) oder Salpeter.
Um Rückschlüsse auf die Zusammensetzung der Probe ziehen beobachtet man:
- Farben der Niederschläge oder Rückstände
- Verhalten des Materials in der Flamme
- Gerüche oder Gasausbildung